# کارل ارهارت
کارل ارهارت (انگلیسی: Carl Erhardt; ۱۵ فوریهٔ ۱۸۹۷ – ۳ مهٔ ۱۹۸۸) بازیکن هاکی روی یخ اهل بریتانیا بود.